# Grand Prix Belgie 1972
Grand Prix Belgie 1972 (oficiálně XXX Grand Prix de Belgique) se jela na okruhu Nivelles-Baulers v Nivelles v Belgii dne 4. června 1972. Závod byl pátým v pořadí v sezóně 1972 šampionátu Formule 1.

## Kvalifikace
| Poř. | No. | Jezdec               | Konstruktér    | Čas     | Ztráta |
| ---- | --- | -------------------- | -------------- | ------- | ------ |
| 1    | 32  | Emerson Fittipaldi   | Lotus-Ford     | 1:11.43 | —      |
| 2    | 30  | Clay Regazzoni       | Ferrari        | 1:11.58 | +0.15  |
| 3    | 9   | Denny Hulme          | McLaren-Ford   | 1:11.80 | +0.37  |
| 4    | 29  | Jacky Ickx           | Ferrari        | 1:11.84 | +0.41  |
| 5    | 8   | François Cévert      | Tyrrell-Ford   | 1:11.93 | +0.50  |
| 6    | 23  | Jean-Pierre Beltoise | BRM            | 1:12.12 | +0.69  |
| 7    | 10  | Peter Revson         | McLaren-Ford   | 1:12.19 | +0.76  |
| 8    | 34  | Mike Hailwood        | Surtees-Ford   | 1:12.35 | +0.92  |
| 9    | 19  | Carlos Reutemann     | Brabham-Ford   | 1:12.50 | +1.07  |
| 10   | 36  | Andrea De Adamich    | Surtees-Ford   | 1:12.54 | +1.11  |
| 11   | 16  | Carlos Pace          | March-Ford     | 1:12.64 | +1.21  |
| 12   | 33  | Dave Walker          | Lotus-Ford     | 1:12.76 | +1.33  |
| 13   | 5   | Chris Amon           | Matra          | 1:12.80 | +1.37  |
| 14   | 11  | Ronnie Peterson      | March-Ford     | 1:13.00 | +1.57  |
| 15   | 25  | Howden Ganley        | BRM            | 1:13.01 | +1.58  |
| 16   | 17  | Graham Hill          | Brabham-Ford   | 1:13.10 | +1.67  |
| 17   | 24  | Peter Gethin         | BRM            | 1:13.15 | +1.72  |
| 18   | 18  | Wilson Fittipaldi    | Brabham-Ford   | 1:13.20 | +1.77  |
| 19   | 15  | Henri Pescarolo      | March-Ford     | 1:13.40 | +1.97  |
| 20   | 6   | Rolf Stommelen       | Eifelland-Ford | 1:13.43 | +2.00  |
| 21   | 35  | Tim Schenken         | Surtees-Ford   | 1:13.60 | +2.17  |
| 22   | 14  | Mike Beuttler        | March-Ford     | 1:13.70 | +2.27  |
| 23   | 27  | Helmut Marko         | BRM            | 1:14.10 | +2.67  |
| 24   | 22  | Nanni Galli          | Tecno          | 1:14.60 | +3.17  |
| 25   | 12  | Niki Lauda           | March-Ford     | 1:16.50 | +5.07  |
| 26   | 26  | Vern Schuppan        | BRM            | 1:16.90 | +5.47  |

## Závod
| Poř.   | No. | Jezdec               | Konstruktér    | Počet kol | Čas/Odstoupení    | Pořadí na startu | Body |
| ------ | --- | -------------------- | -------------- | --------- | ----------------- | ---------------- | ---- |
| 1      | 32  | Emerson Fittipaldi   | Lotus-Ford     | 85        | 1:44:07.3         | 1                | 9    |
| 2      | 8   | François Cevert      | Tyrrell-Ford   | 85        | + 26.6            | 5                | 6    |
| 3      | 9   | Denny Hulme          | McLaren-Ford   | 85        | + 58.1            | 3                | 4    |
| 4      | 34  | Mike Hailwood        | Surtees-Ford   | 85        | + 1:12.0          | 8                | 3    |
| 5      | 16  | Carlos Pace          | March-Ford     | 84        | + 1 kolo          | 11               | 2    |
| 6      | 5   | Chris Amon           | Matra          | 84        | + 1 kolo          | 13               | 1    |
| 7      | 10  | Peter Revson         | McLaren-Ford   | 83        | + 2 kola          | 7                |      |
| 8      | 25  | Howden Ganley        | BRM            | 83        | + 2 kola          | 15               |      |
| 9      | 11  | Ronnie Peterson      | March-Ford     | 83        | + 2 kola          | 14               |      |
| 10     | 27  | Helmut Marko         | BRM            | 83        | + 2 kola          | 23               |      |
| 11     | 6   | Rolf Stommelen       | Eifelland-Ford | 83        | + 2 kola          | 20               |      |
| 12     | 12  | Niki Lauda           | March-Ford     | 82        | + 3 kola          | 25               |      |
| 13     | 19  | Carlos Reutemann     | Brabham-Ford   | 81        | + 4 kola          | 9                |      |
| 14     | 33  | Dave Walker          | Lotus-Ford     | 79        | + 6 kol           | 12               |      |
| Ret    | 17  | Graham Hill          | Brabham-Ford   | 73        | Zavěšení          | 16               |      |
| NC     | 15  | Henri Pescarolo      | March-Ford     | 59        | Neklasifikován    | 19               |      |
| Ret    | 30  | Clay Regazzoni       | Ferrari        | 57        | Nehoda            | 2                |      |
| Ret    | 36  | Andrea de Adamich    | Surtees-Ford   | 55        | Motor             | 10               |      |
| Ret    | 22  | Nanni Galli          | Tecno          | 54        | Nehoda            | 24               |      |
| Ret    | 29  | Jacky Ickx           | Ferrari        | 47        | Zapalování        | 4                |      |
| Ret    | 14  | Mike Beuttler        | March-Ford     | 31        | Hřídel            | 22               |      |
| Ret    | 18  | Wilson Fittipaldi    | Brabham-Ford   | 28        | Převodovka        | 18               |      |
| Ret    | 24  | Peter Gethin         | BRM            | 27        | Palivové čerpadlo | 17               |      |
| Ret    | 23  | Jean-Pierre Beltoise | BRM            | 15        | Přehřátí          | 6                |      |
| Ret    | 35  | Tim Schenken         | Surtees-Ford   | 11        | Přehřátí          | 21               |      |
| DNS    | 26  | Vern Schuppan        | BRM            |           | Nestartoval       |                  |      |
| Zdroj: |     |                      |                |           |                   |                  |      |

## Průběžné pořadí po závodě
Pohár jezdců
|        | Pořadí | Jezdec               | Body |
| ------ | ------ | -------------------- | ---- |
|        | 1      | Emerson Fittipaldi   | 28   |
| 1      | 2      | Denny Hulme          | 19   |
| 1      | 3      | Jacky Ickx           | 16   |
|        | 4      | Jackie Stewart       | 12   |
|        | 5      | Jean-Pierre Beltoise | 9    |
| Zdroj: |        |                      |      |

Pohár konstruktérů
|        | Pořadí | Konstruktér  | Body |
| ------ | ------ | ------------ | ---- |
|        | 1      | Lotus-Ford   | 28   |
|        | 2      | McLaren-Ford | 23   |
|        | 3      | Ferrari      | 19   |
|        | 4      | Tyrrell-Ford | 18   |
|        | 5      | BRM          | 9    |
| Zdroj: |        |              |      |